# Богутево
Богутево е село в Южна България. Намира се в община Чепеларе, област Смолян.

## География
Село Богутево се намира в Родопите, в горното течение на Чепеларска река. Климатът е умереноконтинентален с обилни снеговалежи през зимата и предимно слънчеви дни през лятото.

## История
Едно от най-старите селища в община Чепеларе. Към средата на 1878 година се включва в помашкото въстание срещу българите и руските войски.
От 1879 до 1 януари 1895 година от Богутево са изселени 30 семейства със 150 жители помаци в Мала Азия. През 1913 и 1914 г. поради насилията към помаците при обстоятелствата на Балканската война, две трети от населението на селото отново се изселва в Турция. Но след няколко години по тяхна инициатива и след акция, организирана от останалите в България богутевци, (които организират „чета“, която минава границата и организира безпрепятственото им завръщане), 32 семейства се връщат в селото (22 март 1921 г.). До 1923 г. по различни пътища се прибират и останалите.
В началото на 1913 г. жителите на селата Богутево, Дряново и Ер Кюприя (или Ер Кюпрю, от 1934 г. се нарича Мостово) изпращат писмо до председателя на Народното събрание С. Данов, в което протестират срещу насилието при християнизацията. Писмото е анонимно, авторите не са посмели да поставят имената си. В писмото пише: "Уважаеми г-н Данов, … Ние сме български мюсюлмани от … Станимашка околия. Ужасът, терора, насилията и калъча над главите ни е в своя разгар, за да станем християни. Това мислим, нашата света Конституция няма да позволи – да ни ругаят, бият и заплашват с цел да напуснем нашата религия … Ние сме в Стара Свободна България, гдето редът, законността и правдата царуват, а дали е в същност така в нашия край тия дни? Ако бихте могли само с ангелска сила за миг да дойдете и видите плачовете и риданията на нас беззащитните, тогаз само ще бъдете уверени че кръщаванията не са пожелание, а с големи насилия. Единствен факт на това е, че целият свят е известен, че ний ако пожелаем щяхме да се покръстим преди 35 години, когато дойде Русия, а не сега когато трябваше да се наслаждаваме на свобода в прегръдките на Велика България. Уверени във Вас, че Вий ще дадете най-мощната си подкрепа за нас и нашите страдания, за да почувстваме ний и целия народ, че не сме били излъгани в мисълта, с която избрахме народни представители … да ни управляват." 
Според преброяването на населението в Царство България през 1910 година, към 31 декември същата година в Богутево живеят 688 помаци. Вследствие на Балканските войни, от 688 жители през 1910 година, в селото през 1920 година са останали само 198.

## Забележителности
Разположението на селото в красивата Родопа планина е предпоставка за развитието на целогодишен селски туризъм. Близостта до известни ски писти в региона (Пампорово, Чепеларе) обуславят зачестилата му посещаемост през зимните месеци. В селото се провежда годишно традиционен събор-курбан в началото на месец май.

## Кухня
Някои традиционни ястия са: чеверме, родопски манджи, клин (вид баница), колаци, качамак, сарми.

## Известност
Селото придобива широка известност в пресата чрез инициативите на местното население за събиране на средства за поощряване на развитието на селския туризъм. Тези инициативи са подпомагани финансово и от чуждестранни фондации за социално благоустройство.